# Roeien op de Olympische Zomerspelen 1976
Roeien is een van de sporten die beoefend werden tijdens de Olympische Zomerspelen 1976 in Montréal, Canada.  
Het olympisch toernooi omvatte 14 onderdelen, 8 voor de heren over 2000 m en 6 voor de dames over 1000 m. De tijden van de nummers 1 t/m 6 zijn van de A-finale, de tijden van de nummers 7 en 8 zijn van de B-finale.

## Heren

### skiff
| rang   | sporter             | land | tijd    |
| ------ | ------------------- | ---- | ------- |
| Goud   | Pertti Karppinen    | FIN  | 7:29.03 |
| Zilver | Peter-Michael Kolbe | FRG  | 7:31.67 |
| Brons  | Joachim Dreifke     | GDR  | 7:38.03 |
| 4      | Sean Drea           | IRL  | 7:42.53 |
| 5      | Nikolai Dovgan      | URS  | 7:57.39 |
| 6      | Ricardo Ibarra      | ARG  | 8:03.05 |
| 7      | James Dietz         | USA  | 7:58.70 |
| 8      | Edward Hale         | AUS  | 7:58.86 |

### dubbel-twee
| rang   | sporters                           | land | tijd    |
| ------ | ---------------------------------- | ---- | ------- |
| Goud   | Frank Hansen Alf Hansen            | NOR  | 7:13.20 |
| Zilver | Chris Baillieu Michael Hart        | GBR  | 7:15.26 |
| Brons  | Hans-Ulrich Schmied Jürgen Bertow  | GDR  | 7:17.45 |
| 4      | Jevgeni Barbakov Gennadi Korsjikov | URS  | 7:18.87 |
| 5      | Peter Becker Gerhard Kroschewski   | FRG  | 7:22.15 |
| 6      | Jean-Noël Ribot Jean-Michel Izart  | FRA  | 7:50.18 |
| 7      | Umberto Ragazzi Silvio Ferrini     | ITA  | 7:15.21 |
| 8      | William Belden Lawrence Klecatsky  | USA  | 7:16.59 |

### twee-zonder-stuurman
| rang   | sporters                         | land | tijd    |
| ------ | -------------------------------- | ---- | ------- |
| Goud   | Jörg Landvoigt Bernd Landvoigt   | GDR  | 7:23.31 |
| Zilver | Calvin Coffey Michael Staines    | USA  | 7:26.73 |
| Brons  | Peter van Roye Thomas Strauß     | FRG  | 7:30.03 |
| 4      | Zlatko Celent Duško Mrduljaš     | YUG  | 7:34.17 |
| 5      | Valentin Stojev Georgi Georgijev | BUL  | 7:37.42 |
| 6      | Miroslav Knapek Vojtěch Caska    | TCH  | 7:51.06 |
| 7      | Gennadi Kinko Tiit Chelmja       | URS  | 7:26.27 |
| 8      | Leo Ahonen Kari Hanska           | FIN  | 7:29.09 |

### twee-met-stuurman
| rang   | sporters                                                        | land | tijd    |
| ------ | --------------------------------------------------------------- | ---- | ------- |
| Goud   | Harald Jährling Friedrich-Wilhelm Ulrich Georg Spohr (stuurman) | GDR  | 7:58.99 |
| Zilver | Dmitri Bechterev Joeri Sjoerkalov Joeri Lorentson (stuurman)    | URS  | 8:01.82 |
| Brons  | Oldřich Svojanovský Pavel Svojanovský Ludvík Vébr (stuurman)    | TCH  | 8:03.28 |
| 4      | Roemen Christov Tsvetan Petkov Totsjo Kitsjev (stuurman)        | BUL  | 8:11.27 |
| 5      | Primo Baran Annibale Venier Franco Venturini (stuurman)         | ITA  | 8:15.97 |
| 6      | Ryszard Stadniuk Grzegorz Stellak Ryszard Kubiak (stuurman)     | POL  | 8:23.02 |
| 7      | Neil Christie James MacLeod David Webb (stuurman)               | GBR  | 8:06.93 |
| 8      | Winfried Ringwald Klaus Jäger Holger Hocke (stuurman)           | FRG  | 8:09.02 |

### dubbel-vier
| rang   | sporters                                                                  | land | tijd    |
| ------ | ------------------------------------------------------------------------- | ---- | ------- |
| Goud   | Wolfgang Güldenpfennig Rüdiger Reiche Karl-Heinz Bußert Michael Wolfgramm | GDR  | 6:18.65 |
| Zilver | Jevgeni Doelejev Joeri Jakimov Aivars Lazdenieks Vytautas Butkus          | URS  | 6:19.89 |
| Brons  | Jaroslav Hellebrand Václav Vochoska Zdeněk Pecka Vladek Lacina            | TCH  | 6:21.77 |
| 4      | Norbert Kothe Helmut Krause Michael Gentsch Helmut Wolber                 | FRG  | 6:24.81 |
| 5      | Jordan Voeltsjev Mintsjo Nikolov Christo Zjelev Jeftim Gjerzilov          | BUL  | 6:32.04 |
| 6      | Peter Cortes Kenneth Foote Neil Halleen John van Blom                     | USA  | 6:34.33 |
| 7      | Roland Weill Roland Thibaut Patrick Morineau Charles Imbert               | FRA  | 6:28.60 |
| 8      | Hans Ruckstuhl Denis Oswald Jürg Weitnauer Reto Wyss                      | SUI  | 6:29.61 |

### vier-zonder-stuurman
| rang   | sporters                                                                   | land | tijd    |
| ------ | -------------------------------------------------------------------------- | ---- | ------- |
| Goud   | Siegfried Brietzke Andreas Decker Stefan Semmler Wolfgang Mager            | GDR  | 6:37.42 |
| Zilver | Ole Nafstad Arne Bergodd Finn Tveter Rolf Andreassen                       | NOR  | 6:41.22 |
| Brons  | Raul Arnemann Nikolai Koeznetsov Valeri Dolinin Anoesjavan Gasan-Dzjalalov | URS  | 6:42.52 |
| 4      | Bob Murphy Grant McAuley Des Lock David Lindstrom                          | NZL  | 6:43.23 |
| 5      | Brian Dick Philip Monckton Andrew van Ruyven Ian Gordon                    | CAN  | 6:46.11 |
| 6      | Bernhard Foelkel Klaus Roloff Wolfgang Horak Johann Gabriel Konertz        | FRG  | 6:47.44 |
| 7      | Dimiter Valov Dimiter Janakijev Todor Mrankov Roumijan Christov            | BUL  | 6:41.36 |
| 8      | Tony Brooks James Moroney Gary Piantedosi Hugh Stevenson                   | USA  | 6:43.06 |

### vier-met-stuurman
| rang   | sporters                                                                                              | land | tijd    |
| ------ | --- | ---- | ------- |
| Goud   | Vladimir Jesjinov Nikolai Ivanov Michail Koeznetsov Aleksandr Klepikov Aleksandr Loekjanov (stuurman) | URS  | 6:40.22 |
| Zilver | Andreas Schulz Rüdiger Kunze Walter Dießner Ullrich Dießner Johannes Thomas (stuurman)                | GDR  | 6:42.70 |
| Brons  | Hans-Johann Färber Ralph Kubail Siegfried Fricke Peter Niehusen Hartmut Wenzel (stuurman)             | FRG  | 6:46.96 |
| 4      | Otakar Mareček Karel Neffe Milan Suchopár Vladimír Janoš Vladimír Petříček (stuurman)                 | TCH  | 6:50.15 |
| 5      | Lachezar Boitsjev Nasko Mintsjev Ivan Botev Kiril Kirtsjev Nenko Dobrev (stuurman)                    | BUL  | 6:52.89 |
| 6      | Viv Haar Danny Keane Tim Logan Ian Boserio David Simmons (stuurman)                                   | NZL  | 7:00.17 |
| 7      | Michael Ryan James Muldoon Willyam Ryan Christy O'Brien Liam Redmond (stuurman)                       | IRL  | 6:49.56 |
| 8      | Jerzy Broniec Adam Tomasiak Jerzy Ulczyński Ryszard Burak Włodzimierz Chmielewski (stuurman)          | POL  | 6:51.85 |

### acht
| rang   | sporters | land | tijd    |
| ------ | --- | ---- | ------- |
| Goud   | Bernd Baumgart Gottfried Döhn Werner Klatt Hans-Joachim Lück Dieter Wendisch Roland Kostulski Ulrich Karnatz Karl-Heinz Prudöhl Karl-Heinz Danielowski (stuurman) | GDR  | 5:58.29 |
| Zilver | Richard Lester John Yallop Timothy Crooks Hugh Matheson David Maxwell James Clark Frederick Smallbone Leonard Robertson Patrick Sweeney (stuurman)                | GBR  | 6:00.82 |
| Brons  | Ivan Sutherland Trevor Coker Peter Dignan Lindsay Wilson Athol Earl Dave Rodger Alex McLean Tony Hurt Simon Dickie (stuurman)                                     | NZL  | 6:03.51 |
| 4      | Reinhard Wendemuth Bernd Truschinski Frank Schütze Frithjof Henckel Wolfgang Thiem Volker Sauer Otmar Kaufhold Wolf-Dieter Oschlies Helmut Latz (stuurman)        | FRG  | 6:06.15 |
| 5      | Islay Lee Ian Clubb Timothy Conrad Robert Paver Gary Eubergang Athol MacDonald Peter Shakespear Brian Richardson Stuart Carter (stuurman)                         | AUS  | 6:09.75 |
| 6      | Pavel Konvička Václav Mls Josef Plamínek Josef Pokorný Karel Mejta Josef Neštický Luboš Zapletal Miroslav Vraštil Jiří Pták (stuurman)                            | TCH  | 6:14.29 |
| 7      | Aleksandr Sjitov Antanas Tsjikotas Vasili Potapov Aleksandr Pljoesjkin Anatoli Nemtyrev Igor Konnov Anatoli Ivanov Vladimir Vasiljev Vladimir Zjarov (stuurman)   | URS  | 6:05.88 |
| 8      | Edgar Smith Dirk Gidney George Tintor James Henniger Patrick Croskerry Melvin la Forme Ronald Burak Alexander Manson Robert Choquette (stuurman)                  | CAN  | 6:09.03 |

## Dames

### skiff
| rang   | sporter              | land | tijd    |
| ------ | -------------------- | ---- | ------- |
| Goud   | Christine Scheiblich | GDR  | 4:05.56 |
| Zilver | Joan Lind            | USA  | 4:06.21 |
| Brons  | Jelena Antonova      | URS  | 4:10.24 |
| 4      | Rositsa Spasova      | BUL  | 4:10.86 |
| 5      | Ingrid Munneke       | NED  | 4:18.71 |
| 6      | Mariann Ambrus       | HUN  | 4:22.59 |
| 7      | Annick Anthoine      | FRA  | 4:19.14 |
| 8      | Christel Agrikola    | FRG  | 4:23.49 |

### dubbel-twee
| rang   | sporters                                 | land | tijd    |
| ------ | ---------------------------------------- | ---- | ------- |
| Goud   | Svetla Otsetova Zdravka Jordanova        | BUL  | 3:44.36 |
| Zilver | Sabine Jahn Petra Boesler                | GDR  | 3:47.86 |
| Brons  | Leonora Kaminskaitė Genovaitė Ramoškienė | URS  | 3:49.93 |
| 4      | Solfrid Johansen Ingunn Brechen          | NOR  | 3:52.18 |
| 5      | Jan Palchikoff Diane Braceland           | USA  | 3:58.25 |
| 6      | Cheryl Howard Beverley Cameron           | CAN  | 4:06.23 |
| 7      | Andrea Vissers Hellie Klaasee            | NED  | 4:03.37 |
| 8      | Miluše Neffová Zuzana Prokešová          | TCH  | 4:03.66 |

### twee-zonder-stuurvrouw
| rang   | sporters                               | land | tijd    |
| ------ | -------------------------------------- | ---- | ------- |
| Goud   | Sijka Kelbetsjeva Stojanka Groejtsjeva | BUL  | 4:01.22 |
| Zilver | Angelika Noack Sabine Dähne            | GDR  | 4:01.64 |
| Brons  | Edith Eckbauer Thea Einöder            | FRG  | 4:02.35 |
| 4      | Natalja Gorodilova Anna Karnausjenko   | URS  | 4:03.27 |
| 5      | Tricia Smith Elisabeth Craig           | CAN  | 4:08.09 |
| 6      | Marlena Predescu Marinela Maxim        | ROU  | 4:15.44 |
| 7      | Susan Morgan Laura Staines             | USA  | 4:02.91 |
| 8      | Anna Karbowiak Małgorzata Kawalska     | POL  | 4:03.26 |

### dubbel-vier-met-stuurvrouw
| rang   | sporters                                                                                                   | land | tijd    |
| ------ | --- | ---- | ------- |
| Goud   | Anke Borchmann Jutta Lau Viola Poley Roswietha Zobelt Liane Weigelt (stuurvrouw)                           | GDR  | 3:29.99 |
| Zilver | Anna Kondrasjina Mira Brjoenina Larissa Aleksandrova Galina Jermolajeva Nadezjda Tsjernysjova (stuurvrouw) | URS  | 3:32.49 |
| Brons  | Ioana Tudoran Maria Micsa Felicia Afrasiloaia Elisabeta Lazar Elena Giurca (stuurvrouw)                    | ROU  | 3:32.76 |
| 4      | Iskra Velinova Verka Aleksejeva Trajanka Vasileva Svetla Gintsjeva Stanka Georgijeva (stuurvrouw)          | BUL  | 3:34.13 |
| 5      | Anna Marešová Marie Bartáková Jarmila Pátková Hana Kavková Alena Svobodová (stuurvrouw)                    | TCH  | 3:42.53 |
| 6      | Kirsten Thomsen Else Mærsk-Kristensen Judith Andersen Karen Nielsen Kirsten Plum-Jensen (stuurvrouw)       | DEN  | 3:46.99 |
| 7      | Karen McCloskey Lisa Hansen Elizabet Hills Claudia Schneider Irene Moreno (stuurvrouw)                     | USA  | 3:46.06 |
| 8      | Ilona Bata Kamilla Kosztolányi Valéria Gyimesi Ágnes Szijj Erzsébet Nagy (stuurvrouw)                      | HUN  | 3:55.33 |

### vier-met-stuurvrouw
| rang   | sporters | land | tijd    |
| ------ | --- | ---- | ------- |
| Goud   | Karin Metze Bianka Schwede Gabriele Lohs Andrea Kurth Sabine Heß (stuurvrouw)                                 | GDR  | 3:45.08 |
| Zilver | Ginka Gjoerova Mariika Modeva Liliane Vasseva Reni Jordanova Kapka Georgijeva (stuurvrouw)                    | BUL  | 3:48.24 |
| Brons  | Nadezjda Sevostjanova Ljoedmila Krochina Galina Misjenina Anna Pasocha Lidija Krylova (stuurvrouw)            | URS  | 3:49.38 |
| 4      | Elena Oprea Florica Petcu Filigonia Tol Aurelia Marinescu Aneta Matei (stuurvrouw)                            | ROU  | 3:51.17 |
| 5      | Liesbeth Vosmaer-de Bruin Hette Borrias Myriam van Rooyen-Steenman Ans Gravesteijn Monique Pronk (stuurvrouw) | NED  | 3:54.36 |
| 6      | Pamela Behrens Catherine Menges Nancy Storrs Julia Geer Mary Kellogg (stuurvrouw)                             | USA  | 3:56.50 |
| 7      | Linda Schaumleffel Dolores Young Monica Draeger Joy Fera Barbara Mutch (stuurvrouw)                           | CAN  | 3:46.18 |
| 8      | Gillian Webb Pauline Bird Clare Grove Diana Bishop Pauline Wright (stuurvrouw)                                | GBR  | 3:47.76 |

### acht
| rang   | sporters | land | tijd    |
| ------ | --- | ---- | ------- |
| Goud   | Viola Goretzki Christiane Knetsch Ilona Richter Brigitte Ahrenholz Monika Kallies Henrietta Ebert Helma Lehmann Irina Müller Marina Wilke (stuurvrouw)                               | GDR  | 3:33.32 |
| Zilver | Ljoebov Talalajeva Nadezjda Rosjtsjina Klavdija Kozenkova Jelena Zoebko Olga Kolkova Nelli Tarakanova Nadija Rozgon Olga Goezenko Olga Poegovskaja (stuurvrouw)                      | URS  | 3:36.17 |
| Brons  | Jacqueli Zoch Anita DeFrantz Carie Graves Marion Greig Anne Warner Peggy McCarthy Caroll Brown Gail Ricketson Lynn Silliman (stuurvrouw)                                             | USA  | 3:38.68 |
| 4      | Carol Eastmore Rhonda Ross Nancy Higgins Mazina De Lure Susan Antoft Wendy Pullan Christine Neuland Gail Cort Illona Smith (stuurvrouw)                                              | CAN  | 3:39.52 |
| 5      | Waltraud Roick Erika Endriss Monika Zipplies Birgit Kiesow Hiltrud Gürtler Isolde Eisele Marianne Weber Eva Dick Ingrid Huhn-Wagner (stuurvrouw)                                     | FRG  | 3:41.06 |
| 6      | Elena Oprea Florica Petcu Filigonia Tol Aurelia Marinescu Georgeta Militaru Iuliana Munteanu Elena Avram Marioara Constantin Aneta Matei (stuurvrouw)                                | ROU  | 3:44.79 |
| 7      | Anna Brandysiewicz Bogusława Kozłowska Barbara Wenta-Wojciechowska Danuta Konkalec Róża Data Mieczysława Franczyk Maria Stadnicka Aleksandra Kaczyńska Dorota Zdanowska (stuurvrouw) | POL  | 3:32.48 |
| 8      | Karin Abma Joke Dierdorp Barbara de Jong Annette Schortinghuis-Poelenije Marleen van Rij Maria Kusters-ten Beitel Liesbeth Pascal-de Graaff Loes Schutte Evelien Koogje (stuurvrouw) | NED  | 3:35.87 |

## Medaillespiegel
| rang   | land                     | goud | zilver | brons | totaal |
| ------ | ------------------------ | ---- | ------ | ----- | ------ |
| 1      | DDR                      | 9    | 3      | 2     | 14     |
| 2      | Bulgarije                | 2    | 1      | 0     | 3      |
| 3      | Sovjet-Unie              | 1    | 4      | 4     | 9      |
| 4      | Noorwegen                | 1    | 1      | 0     | 2      |
| 5      | Finland                  | 1    | 0      | 0     | 1      |
| 6      | Verenigde Staten         | 0    | 2      | 1     | 3      |
| 7      | Groot-Brittannië         | 0    | 2      | 0     | 2      |
| 8      | Bondsrepubliek Duitsland | 0    | 1      | 3     | 4      |
| 9      | Tsjecho-Slowakije        | 0    | 0      | 2     | 2      |
| 10     | Nieuw-Zeeland            | 0    | 0      | 1     | 1      |
| 10     | Roemenië                 | 0    | 0      | 1     | 1      |
| totaal | totaal                   | 14   | 14     | 14    | 42     |